# Júlio Almeida
Júlio Antonio de Souza e Almeida, destacado depostista brasileño de la especialidad de Tiro olímpico que fue campeón suramericano en Medellín 2010.

## Trayectoria
La trayectoria deportiva de Júlio Almeida se identifica por su participación en los siguientes eventos nacionales e internacionales:

### Juegos Suramericanos
Fue reconocido su triunfo de ser el primer deportista con el mayor número de medallas de la selección de  Brasil en los juegos de Medellín 2010.

#### Juegos Suramericanos de Medellín 2010
Su desempeño en la novena edición de los juegos, se identificó por ser el tercero deportista con el mayor número de medallas entre todos los participantes del evento, con un total de 6 medallas:

- , Medalla de oro: 50 m Pistola Hombres
- , Medalla de oro: Tiro Deportivo Pistola Aire 10 m Hombres
- , Medalla de oro: Tiro Deportivo Pistola Standard 25 m Hombres
- , Medalla de oro: Tiro Deportivo 50 m Pistola Equipo Hombres
- , Medalla de oro: Tiro Deportivo 10 m Pistola de Aire Hombres
- , Medalla de oro: Tiro Deportivo 25 m Pistola Estándar Equipo Hombres